# Astragalus columbianus
Astragalus columbianus är en ärtväxtart som beskrevs av Rupert Charles Barneby. Astragalus columbianus ingår i släktet vedlar, och familjen ärtväxter. Inga underarter finns listade i Catalogue of Life.